# كريستوفر لوليس
كريستوفر لوليس (بالإنجليزية: Chris Lawless)‏ (و. 1995  م) هو راكب دراجة هوائية بريطاني، ولد في ويغان.

## سباقات أو مراحل فاز بها
| التاريخ       | السباق                                                      | المركز                                                                   |
| ------------- | ----------------------------------------------------------- | ------------------------------------------------------------------------ |
| 24 أبريل 2016 | 2016 Rutland–Melton International CiCLE Classic             |                                                                          |
| 26 يونيو 2016 | سباق الطريق للرجال تحت 23 سنة في بطولة المملكة المتحدة 2016 |                                                                          |
| 02 أبريل 2017 | تريبتيك ديس مونتس إت شاتيوكس 2017                           | الثاني في تصنيف النقاط، السادس في التصنيف العام                          |
| 15 أبريل 2017 | زي إل إم تور 2017                                           | الفائز في التصنيف العام                                                  |
| 09 يوليو 2017 | 2017 Velothon Wales                                         |                                                                          |
| 27 أغسطس 2017 | تور دي أفينير 2017                                          | السادس في تصنيف النقاط                                                   |
| 14 يناير 2018 | 2018 People's Choice Classic                                | السادس في التصنيف العام                                                  |
| 25 مارس 2018  | كوبي وبارتالي 2018                                          | الأول في تصنيف النقاط                                                    |
| 04 أبريل 2018 | شيلدبرايش 2018                                              | الثالث في التصنيف العام                                                  |
| 10 أبريل 2019 | شيلدبرايش 2019                                              | الثالث في التصنيف العام                                                  |
| 05 مايو 2019  | طواف يوركشاير 2019                                          | الفائز في التصنيف العام                                                  |
| 31 يوليو 2019 | طواف فالونيا 2019                                           | الأول في تصنيف أفضل شاب، الرابع في التصنيف العام، التاسع في تصنيف النقاط |
| 21 أغسطس 2022 | شال سيلس مركسم 2022                                         |                                                                          |

## روابط خارجية
- كريستوفر لوليس على موقع الاتحاد الدولي للدراجات (الإنجليزية)
- كريستوفر لوليس على موقع أرشيف الدراجات (الإنجليزية)
- كريستوفر لوليس على موقع إحصائيات الدراجات الإحترافية (الإنجليزية)
- كريستوفر لوليس على موقع نسبة الدراجات (الإنجليزية)
- كريستوفر لوليس على موقع CycleBase (الإنجليزية)
- كريستوفر لوليس على موقع MTB Data (الإنجليزية)